# شانگ آن ایرلاینز
شانگ آن ایرلاینز (به انگلیسی: Chang An Airlines) یک شرکت هواپیمایی با کد یاتا 2Z است که در تاریخ ۱۹۹۲ میلادی تأسیس شده‌است. دفتر مرکزی شانگ آن ایرلاینز در شی‌آن، جمهوری خلق چین واقع شده‌است و قطب این شرکت هواپیمایی در فرودگاه بین‌المللی شی‌آن شیان‌یانگ قرار دارد.